# Pozzoleone
Pozzoleone é uma comuna italiana da região do Vêneto, província de Vicenza, com cerca de 2.594 habitantes. Estende-se por uma área de 11 km², tendo uma densidade populacional de 236 hab/km². Faz fronteira com Bressanvido, Carmignano di Brenta (PD), Cartigliano, Cittadella (PD), Nove, San Pietro in Gu (PD), Sandrigo, Schiavon e Tezze sul Brenta.

## Demografia
| Variação demográfica do município entre 1861 e 2011                               |
|                                                                                   |
| Fonte: Istituto Nazionale di Statistica (ISTAT) - Elaboração gráfica da Wikipedia |